# ICarly
iCarly – amerykański serial komediowy Nickelodeon, który swoją premierę miał w Polsce 26 kwietnia 2009 roku na Nickelodeon Polska. 14 kwietnia 2011 roku serial zadebiutował na kanale Comedy Central Family, MTV Polska, Comedy Central, Paramount Channel, VIVA Polska, a od 11 września 2011 roku do 15 kwietnia 2012 nadawany był na kanale TVP1. 4 października 2011 roku serial zadebiutował na antenie Nickelodeon HD.
14 kwietnia 2011 roku został oficjalnie potwierdzony 4 sezon serialu, który wystartował w USA 13 sierpnia 2011 roku. 6 października 2012 roku w USA został wyemitowany 7, ostatni już sezon.

## Fabuła
Serial opowiada o przygodach trójki przyjaciół: nastoletniej Carly Shay (Miranda Cosgrove), Sam Puckett (Jennette McCurdy) i Freddiego Bensona (Nathan Kress), którzy nagrywają własny program internetowy o nazwie iCarly. Carly mieszka ze swoim dorosłym bratem, Spencerem (Jerry Trainor), który jest szalonym artystą. Freddie to sąsiad Carly, który był w niej szaleńczo zakochany, a Sam to zwariowana najlepsza przyjaciółka Carly.

## Piosenka tytułowa
Piosenką tytułową jest Leave It All To Me napisana przez Backhouse Mike'a. Piosenkę wykonuje Miranda Cosgrove razem z Drakiem Bellem. W polskiej wersji wykonuje ją Justyna Bojczuk.

## Lista odcinków

### Sezon 1
| Numer odcinka   | Tytuł                    | Polska premiera |
| --------------- | ------------------------ | --------------- |
| Odcinek 1 (1)   | iPilot                   | 26.04.2009      |
| Odcinek 2 (2)   | Lubię Jake’a             | 03.05.2009      |
| Odcinek 3 (3)   | Więcej widzów            | 10.05.2009      |
| Odcinek 4 (4)   | iNevel                   | 17.05.2009      |
| Odcinek 5 (5)   | Chcę zostać ze Spencerem | 24.05.2009      |
| Odcinek 6 (6)   | Szpiegując pannę Brigs   | 31.05.2009      |
| Odcinek 7 (7)   | Światowy rekord          | 07.06.2009      |
| Odcinek 8 (8)   | Randka Freddiego         | 14.06.2009      |
| Odcinek 9 (9)   | Kocham sztukę            | 21.06.2009      |
| Odcinek 10 (10) | Największa fanka         | 28.06.2009      |
| Odcinek 11 (11) | Wylęgarnia               | 05.07.2009      |
| Odcinek 12 (12) | iWalka                   | 10.07.2009      |
| Odcinek 13 (13) | Sen o tańcu              | 19.07.2009      |
| Odcinek 14 (14) | Krzyczę w Halloween      | 26.07.2009      |
| Odcinek 15 (15) | Powrót Nevela            | 02.08.2009      |
| Odcinek 16 (16) | iKara                    | 15.08.2009      |
| Odcinek 17 (17) | Techbuty                 | 09.08.2009      |
| Odcinek 18 (18) | Obiecuję nie wygadać     | 23.08.2009      |
| Odcinek 19 (19) | Telewizja                | 30.08.2009      |
| Odcinek 20 (20) | Zakochana Sam            | 06.09.2009      |
| Odcinek 21 (21) | Zasadzka                 | 13.09.2009      |
| Odcinek 22 (22) | Prywatna szkoła          | 20.09.2009      |
| Odcinek 23 (23) | Szermierka               | 27.09.2009      |
| Odcinek 24 (24) | iRandka                  | 04.10.2009      |
| Odcinek 25 (25) | Chory z miłości          | 11.10.2009      |

### Sezon 2
| Numer odcinka   | Tytuł                          |
| --------------- | ------------------------------ |
| Odcinek 1 (26)  | Lecę do Japonii, cz. 1         |
| Odcinek 2 (27)  | Lecę do Japonii, cz. 2         |
| Odcinek 3 (28)  | Lecę do Japonii, cz. 3         |
| Odcinek 4 (29)  | Dwie na jednego                |
| Odcinek 5 (30)  | Interwencja                    |
| Odcinek 6 (31)  | Oskarżam Cię                   |
| Odcinek 7 (32)  | Męczę Lewberta                 |
| Odcinek 8 (33)  | Walka o przepis                |
| Odcinek 9 (34)  | Magnetyczna choinka            |
| Odcinek 10 (35) | Pierwszy pocałunek             |
| Odcinek 11 (36) | iAuto                          |
| Odcinek 12 (37) | Spotkałam z Freda              |
| Odcinek 13 (38) | Wyglądam podobnie!             |
| Odcinek 14 (39) | iAtom                          |
| Odcinek 15 (40) | Muzyczna ściema                |
| Odcinek 16 (41) | Dziewczęca Sam                 |
| Odcinek 17 (42) | Randka ze złym chłopcem, cz. 1 |
| Odcinek 18 (43) | Powrót Missy                   |
| Odcinek 19 (44) | iAtak                          |
| Odcinek 20 (45) | Walka o szafkę                 |
| Odcinek 21 (46) | Walczę z Shelby Marx, cz. 1    |
| Odcinek 22 (47) | Walczę z Shelby Marx, cz. 2    |
| Odcinek 23 (48) | Nagroda iCarly                 |
| Odcinek 24 (49) | Bliźniaczki                    |
| Odcinek 25 (50) | Randka ze złym chłopcem, cz. 2 |

### Sezon 3
| Numer odcinka   | Tytuł                     |
| --------------- | ------------------------- |
| Odcinek 1 (51)  | Dingo Channel             |
| Odcinek 2 (52)  | Oni się całowali          |
| Odcinek 3 (53)  | Walka o żarcie            |
| Odcinek 4 (54)  | Dyrektorzy                |
| Odcinek 5 (55)  | Szybka randka             |
| Odcinek 6 (56)  | Szybka ściema             |
| Odcinek 7 (57)  | Bohater                   |
| Odcinek 8 (58)  | Odchodzę z iCarly, cz. 1  |
| Odcinek 9 (59)  | Odchodzę z iCarly, cz. 2  |
| Odcinek 10 (60) | iGibby                    |
| Odcinek 11 (61) | Zagubiona miłość Lewberta |
| Odcinek 12 (62) | Byłam kiedyś Miss         |
| Odcinek 13 (63) | Nie odwołam programu      |
| Odcinek 14 (64) | Lot w kosmos              |
| Odcinek 15 (65) | Wierzę w Bigfoota         |
| Odcinek 16 (66) | Wyprowadzam się           |
| Odcinek 17 (67) | Pokonać upał              |
| Odcinek 18 (68) | Psycholka, cz. 1          |
| Odcinek 19 (69) | Psycholka, cz. 2          |
| Odcinek 20 (70) | Wpadka                    |

### Sezon 4
| Numer odcinka   | Tytuł                                         |
| --------------- | --------------------------------------------- |
| Odcinek 1 (71)  | Ogniste urodziny                              |
| Odcinek 2 (72)  | Mama Sam                                      |
| Odcinek 3 (73)  | Sprzedaję Penny-Teesy                         |
| Odcinek 4 (74)  | Kłamstwo                                      |
| Odcinek 5 (75)  | Sakramentalne tak                             |
| Odcinek 6 (76)  | Szkoda mi Nevela                              |
| Odcinek 7 (77)  | Zatrudniam palanta                            |
| Odcinek 8 (78)  | Wojna fanów, cz. 1                            |
| Odcinek 9 (79)  | Wojna fanów, cz. 2                            |
| Odcinek 10 (80) | Ja cię kręcę!                                 |
| Odcinek 11 (81) | Przyjęcie z Victoria znaczy zwycięstwo, cz. 1 |
| Odcinek 12 (82) | Przyjęcie z Victoria znaczy zwycięstwo, cz. 2 |
| Odcinek 13 (83) | Przyjęcie z Victoria znaczy zwycięstwo, cz. 3 |

### Sezon 5
| Numer odcinka   | Tytuł                          |
| --------------- | ------------------------------ |
| Odcinek 1 (84)  | Randka Sam i Freddiego         |
| Odcinek 2 (85)  | Straciłam rozum                |
| Odcinek 3 (86)  | Nie mogę tego przyjąć          |
| Odcinek 4 (87)  | Kocham Cię                     |
| Odcinek 5 (88)  | iQ                             |
| Odcinek 6 (89)  | Poznaj pierwszą damę           |
| Odcinek 7 (90)  | Powraca psycholka, cz. 1       |
| Odcinek 8 (91)  | Powraca psycholka, cz. 2       |
| Odcinek 9 (92)  | Paluch kontra torciki          |
| Odcinek 10 (93) | iOczy                          |
| Odcinek 11 (94) | Ścinki 2: Wywiad z salsą w tle |

### Sezon 6
| Numer odcinka   | Tytuł                                          |
| --------------- | ---------------------------------------------- |
| Odcinek 1 (95)  | One Direction i utwór What Makes You Beautiful |
| Odcinek 2 (96)  | Restauracja                                    |
| Odcinek 3 (97)  | Prima Aprilis                                  |
| Odcinek 4 (98)  | Sklep                                          |
| Odcinek 5 (99)  | Pół-o-ween                                     |
| Odcinek 6 (100) | Walczę z podstępnym Chipem                     |

### Sezon 7
| Numer odcinka   | Tytuł                             |
| --------------- | --------------------------------- |
| Odcinek 1 (101) | Kapela                            |
| Odcinek 2 (102) | Zawrót głowy w Las Vegas          |
| Odcinek 3 (103) | Ratując iCarly                    |
| Odcinek 4 (104) | Szokuję Amerykę, cz. 1            |
| Odcinek 5 (105) | Szokuję Amerykę, cz. 2            |
| Odcinek 6 (106) | Najlepsi przyjaciele dla Spencera |
| Odcinek 7 (107) | Złodziejka                        |
| Odcinek 8 (108) | iŻegnam, cz. 1                    |
| Odcinek 9 (109) | iŻegnam, cz. 2                    |

## Odcinki
| Sezon | Sezon | Odcinki     | Pierwsza emisja     | Ostatnia emisja   | Pierwsza emisja      | Ostatnia emisja      |
| ----- | ----- | ----------- | ------------------- | ----------------- | -------------------- | -------------------- |
|       | 1     | 1–25 (25)   | 8 września 2007     | 25 lipca 2008     | 26 kwietnia 2009     | 11 października 2009 |
|       | 2     | 26–50 (25)  | 27 września 2008    | 8 sierpnia 2009   | 18 października 2009 | 28 grudnia 2010      |
|       | 3     | 51–70 (20)  | 12 września 2009    | 26 czerwca 2010   | 2 czerwca 2010       | 15 listopada 2011    |
|       | 4     | 71–83 (13)  | 30 lipca 2010       | 11 czerwca 2011   | 26 lutego 2011       | 6 kwietnia 2012      |
|       | 5     | 84–94 (11)  | 13 sierpnia 2011    | 21 stycznia 2012  | 24 stycznia 2012     | 5 lipca 2012         |
|       | 6     | 95–100 (6)  | 24 marca 2012       | 9 czerwca 2012    | 12 lipca 2012        | 28 października 2012 |
|       | 7     | 101–109 (9) | 6 października 2012 | 23 listopada 2012 | 2 marca 2013         | 13 kwietnia 2013     |

## Obsada

### Główna
- Miranda Cosgrove – Carly Shay
- Jennette McCurdy – Samantha „Sam” Puckett (i Melanie Puckett (odc. 48))
- Nathan Kress – Fredward „Freddie” Benson
- Jerry Trainor – Spencer Shay
- Noah Munck – Orental „Gibby” Gibson

### Drugoplanowa
- Mary Scheer – Marissa Benson
- Reed Alexander – Nevel Papperman
- Nathan Pearson – Jeremy
- Tim Russ – Ted Franklin
- Mindy Sterling – Francine Briggs
- Jeremy Rowley – Lewbert
- Ryan Ochoa – Chuck Chambers
- David St. James – Mr. Howard
- BooG!e – T-Bo
- Ethan Munck – Guppy Gibson

## Gościnnie wystąpili
- Michelle Obama jako ona sama w odcinku "Pierwsza Dama"
- Lucas Cruikshank/Fred Figglehorn jako on sam w odcinku „Fred w iCarly”
- Victoria Justice jako Shelby Marx w odcinku „Walczę z Shelby Marx” oraz jako Tori Vega w odcinku „Przyjęcie z Victoria znaczy zwycięstwo”
- Drew Roy jako Griffin w odcinku „Randka Ze Złym Chłopcem” i „Zbij gorąco”
- Malese Jow jako dziewczyna podobna do Carly w odcinku „IWalka”
- David Archuleta jako on sam w odcinku „Rozbujałam Głosowanie”
- Doug Brochu jako Duke w odcinku „Szpieguję Wredną Nauczycielkę”, „Powstrzymać Nevela”, „Wykluwam Kurczaki” oraz „Lubię Jake’a”
- Austin Butler jako Jake Crandall w odcinku „Lubię Jake’a”
- Emily Ratajkowski jako Tasha w odcinku „Nevel”
- Estelle Harris jako pani Halberstadt w odcinku „Krzyczę w Halloween”
- Carly Bondar jako Valerie w odcinku „Randka Freddiego”
- Aaron Albert jako Jonah w odcinku „Nienawidzę Chłopaka Sam”
- Ashley Argota jako Kathy w odcinku „Mam chorą z miłości nauczycielkę”
- Rachel G. Fox jako Amber Tate w odcinku „iCarly w telewizji”
- Aria Wallace jako Mandy w odcinku „Jestem twoją największą fanką” oraz „Chcę z powrotem moją stronę”
- Leon Thomas III jako Harper w odcinku „iCarly w telewizji” oraz jako Andre Harris w odcinku „Przyjęcie z Victoria znaczy zwycięstwo”
- Jack Black jako Aspartamay w odcinku „Wojna Fanów”
- Jane Lynch jako Pam Puckett (mama Sam) w odcinku „Mama Sam”
- Plain White T’s jako oni sami w odcinku „Powrót Nevela”
- Oliver Muirhead jako Harry Joyner w odcinku „Kocham Sztukę”
- Lise Simms jako pani Peeloff w odcinku „Prywatna szkoła”
- Daniel Samonas jako Doug Toder w odcinku „Uprawiam Szermierkę”
- Charles Kim jako Chuck w odcinku „Nevel”, „Powrót Missy”
- Jessica Makinson jako Miss Lauren Ackerman w odcinku „Mam Chorą z Miłości Nauczycielkę”
- James Maslow jako Shane w odcinku „Zobaczyłam Go Pierwsza”
- Lorena York jako Sasha Striker w odcinku „Organizuję Interwencję”
- Good Charlotte jako oni sami w odcinku „Lecę do Japonii”
- Danny Woodburn jako Mitch the Angel w odcinku „Magnetyczna Choinka”
- Martin Klebba jako Nug Nug w odcinku „Gotuję”
- Drake Bell jako Drake Parker w odcinku „Wpadka”
- Daniella Monet jako Popularna dziewczyna w odcinku „Psycholka” oraz jako Trina Vega w odcinku „Przyjęcie z Victoria znaczy zwycięstwo”
- Jim Parsons jako Caleb w odcinku „Straciłam rozum”
- One Direction jako oni sami w odcinku „One Direction”
- Emma Stone jako szalona fanka w odcinku „Przyjaciele dla Spencera”
- Rick Harrison, Corey Harrison i Chumlee jako oni sami w odcinku „Zawrót głowy w Las Vegas”